# Rio Braia (Jiu)
O Rio Braia é um rio da Romênia afluente do Rio Jiul de Vest, localizado no distrito de Hunedoara.